# Hugh Russell
Hugh Russell   (Belfast, 15 de desembre de 1959 - Belfast, 13 d'octubre de 2023) fou un boxejador nord-irlandès, guanyador d'una medalla olímpica.
El 1980 va prendre part en els Jocs Olímpics d'Estiu de Moscou, on va guanyar la medalla de bronze en la categoria del pes mosca del programa de boxa.
En el seu palmarès com a amateur també destaca una medalla de bronze en els Jocs de la Commonwealth de 1978. El desembre de 1981 es va convertir en professional. L'octubre de 1982 va derrotar Davy Larmour a l'Ulster Hall per guanyar el títol irlandès de pes gall. També guanyà els campionats britànics del pes gall el 1983 i del pes mosca de 1984 i 1985. Com a professional va disputar 19 combats, amb un balanç de 17 victòries i 2 derrotes.
Una vegada retirat va treballar durant molts anys com a fotògraf per l'Irish News. Va cobrir importants esdeveniments i va rebre diversos premis durant la seva carrera com a fotògraf. El 2019 fou inclòs al Belfast City Council Sporting Hall of Fame.